# بخش الیس
بخش الیس (به اسپانیایی: Alis District) یک سکونتگاه مسکونی در پرو است که در منطقه لیما واقع شده‌است.

## خصوصیات
بخش الیس ۱۴۲٫۰۶ کیلومترمربع مساحت و ۳۸۰ نفر جمعیت دارد و ۳٬۲۳۳ متر بالاتر از سطح دریا واقع شده‌است.